# Markus Gilli
Markus Peter Gilli (* 30. Mai 1955 in Zürich) ist ein Schweizer Radio- und Fernsehjournalist.
Gilli begann seine Laufbahn 1980 bei Radio 24, dem ersten Schweizer Privatradio. Dort war er bis 1999 als Redaktor und Moderator, später als Nachrichtenchef und Programmleiter tätig. In den Jahren 1992 und 1994 gewann er den Tele-Preis für eine 24-Stundenreportage aus der offenen Zürcher Drogenszene am Platzspitz sowie den Zürcher Radiopreis für eine Reportage über die von der Drogenszene stark belastete Bevölkerung des betroffenen Quartiers in Zürich. Im August 1997 übernahm er die Moderation und Redaktion der Talkshow SonnTalk bei Tele24 und TeleZüri.
Von 1999 bis 2014 war er Programmleiter und Chefredaktor von TeleZüri. Ab 1. April 2014 war er Chefredaktor der TV-Senderfamilie der AZ Medien (TeleZüri, TeleBärn, Tele M1, TV24). Er war Mitglied der Geschäftsführung des TV-Bereichs der AZ Medien. Auf TeleZüri moderierte er die Sendungen SonnTalk und TalkTäglich.
2013 wurde er mit dem Preis Journalist des Jahres ausgezeichnet.
Mit dem Erreichen des Pensionsalters trat er im Mai 2020 von seinen Vorgesetztenfunktionen zurück, blieb jedoch weiterhin als Journalist tätig. Krankheitsbedingt musste er diese Tätigkeiten im August 2020 jedoch unterbrechen. Seither hat Gilli seine Tätigkeiten nicht wieder aufgenommen. Zum Nachfolger in der Leitungsfunktion der Sender wurde 2019 Oliver Steffen bestimmt.